# Данин, Эзра
Эзра Данин (ивр. עזרא דנין‎; 2 августа 1903 года, Яффо, Османская Палестина, Османская империя — 1984 год, Хадера, Израиль) — израильский разведчик и дипломат, многолетний советник политического отдела Еврейского агентства «Сохнут» по арабским вопросам.

## Биография
В середине 30-х годов Эзра Данин работал на апельсиновой плантации и располагал обширными знакомствами среди арабов.

### Создание разведслужбы Шай
В апреле 1936 года один из командиров отрядов еврейской самообороны «Хагана» обратился к Данину с просьбой выяснить, кто именно убил двух безоружных евреев 15 апреля на дороге между деревней Анабта и британским лагерем Нур Шамс. Тогда же он завербовал своего первого агента — араба, который согласился сообщать всё, что ему станет известно о планах боевиков по нападению на еврейские поселения.
Так Данин стал создателем первой спецслужбы будущего еврейского государства — «Шай». В этой службе он был поначалу единственным профессиональным сотрудником и возглавлял арабский отдел.
Своей главной задачей Данин считал разработку теории разведывательной работы применительно к условиям Палестины. Именно он сформулировал ключевой принцип израильской разведки: «Знать своего врага». Он утверждал:

«Мы враждуем не с арабами вообще, а с вполне конкретным арабом. Нам нужно знать, кто он. Какой-то молодчик устраивается вверху на холме или внизу в долине и стреляет, а все мы вопим, паникуем и прыгаем в траншеи, тогда как следует разбираться с конкретным Али или Мухаммедом. Мы должны выявить его и действовать против него»

Эзра Данин издал небольшим тиражом для командиров «Хаганы» сборник документов арабских повстанцев, которые сражались против евреев. В коротком предисловии Данин написал:

Наше самое эффективное оружие — это знание противника. Мы должны знать, как они атакуют, обороняются, маскируются. Мы должны учитывать детскую любовь арабов к власти, пределы их способности отказываться от взяток, подверженность социальным волнениям и слабость нервов арабского солдата, степень его готовности бросить товарища на поле боя и предать своего командира.

Данин настаивал на необходимости анализировать каждый факт, каждую конфликтную ситуацию, чтобы отличить врага от союзника, и очень скоро стал считаться главным специалистом еврейской разведки по арабам.
Данин насчитал 25 организаций и сфер деятельности, в которых совместно работали арабы и евреи. Например, грузовые и морские перевозки, телекоммуникации, железные дороги, журналистика, муниципалитеты, тюрьмы и офисы британской администрации. Он предложил, чтобы работники-евреи вербовали там арабских агентов. Эта концепция отличалась от методов британской разведки, которая позволяла искать потенциальных информаторов только в политических, военизированных и подрывных организациях.
Методы работы «Шай» и политического департамента «Сохнут» отличались друг от друга, в первую очередь из-за насаждения Данином агентуры из числа арабов. Он стал первым из руководителей сионистской секретной службы, активно и в широких масштабах использовавших в оперативной работе людей из лагеря противника.

### Дипломатическая работа
Голда Меир рассказала в автобиографической книге о своих встречах с королём Иордании Абдаллой I, в ноябре 1947 и в первой половине мая 1948 года. Кроме Голды Меир, в этих встречах принимали участие Эзра Данин и Элияху Сассон. В этих переговорах они пытались предотвратить участие Иордании в намечавшейся войне.
Сделать этого не удалось. Еврейская делегация не могла отказаться от провозглашения государства, а король не мог пойти против мнения лидеров всего арабского мира и большинства своих подданных.
Данин предупредил короля о необходимости усиления его личной безопасности. Абдалла ответил, что «никогда не станет пленником своей охраны». Слова Данина оказались пророческими — Абдалла был убит мусульманскими фанатиком на пороге мечети 20 июля 1951 года в Иерусалиме.
По утверждению профессора Бенни Морриса, Данин был членом неофициального Комитета по арабскому трансферу вместе с Йосефом Вейцем и Элияху Сассоном с мая 1948 года.. Однако мнение Морриса о наличии целенаправленной политики изгнания арабов подвергается критике со стороны других исследователей.
После войны Эзра Данин работал в Министерстве иностранных дел Израиля руководителем департамента Ближнего Востока.
Жил и умер в 1984 году в Хадере.